# Зубково
Зу́бково (рос. Зубково) — село у складі Тугулимського міського округу Свердловської області.
Населення — 356 осіб (2010, 476 у 2002).
Національний склад станом на 2002 рік: росіяни — 99 %.